# Eopenthes celatus
Eopenthes celatus är en skalbaggsart som beskrevs av Sharp 1908. Eopenthes celatus ingår i släktet Eopenthes och familjen knäppare. Inga underarter finns listade i Catalogue of Life.